# Боже, това е мъж!
„Боже, това е мъж!“ (на английски: Juwanna Mann) е американска романтична комедия от 2002 г. на режисьора Джеси Воън, по сценарий на Брадли Алънщайн, продуциран от Бил Гърбър. Във филма участват Мигел Нунес-младши, Вивика Фокс, Кевин Полак, Томи Дейвидсън, Ким Уейънс, Джиниуайн и Кимбърли Джоунс. Филмът е пуснат по кината в САЩ на 21 юни 2002 г.